# Edificio Latino
El Edificio Latino, antes El Condominio del Norte, es considerado uno de los primeros rascacielos de Monterrey y está ubicado en el centro de la ciudad.
Fue construido en la década de los 60 y es un edificio emblemático para el estado de Nuevo León. El propietario original del edificio fue el Ing. Ismael Garza Treviño, quién encargó el diseño y construcción del edificio al Ing. Jesús Fernández Guerra y al Arq. Eduardo Padilla Martínez Negrete.
Actualmente el Edificio Latino es operado por una inmobiliaria comercial, quién a su vez renta los diferentes pisos y departamentos como oficinas.

## Dimensiones
- Su altura es de 100 metros con una estructura de antena de 40 metros, dando un total de 140 metros.
- La altura de piso a techo es de 3.62 metros.
- El área total del rascacielos es de 1.14 ha.

## Detalles importantes
- Su construcción comenzó en 1958 y finalizó en 1961.
- Su uso es exclusivamente de oficinas mixtas.
- Tiene un nivel de estacionamiento.
- Los materiales que se usaron en su construcción fueron: concreto (hormigón) armado, aluminio y vidrio.
- Fue el edificio más alto del área metropolitana de Monterrey hasta el año de 1991, año en el cual fue desplazado por la Torre Comercial América. Sin embargo, si se toma en cuenta la estructura de la antena, dan un total de 140 metros, por lo cual el edificio fue desplazado hasta el año 2000 por la Torre CNCI (ahora Torre Avalanz) de 167 metros.

A noviembre de 2012 están en construcción dos proyectos de mayor altura en la ciudad: Pabellón M de 206 metros y KOI Sky Residences de 267.

## Datos clave
- Altura: 100 m; total: 140 m
- Área total: 11,912 m²
- Condición: En uso
- Número de elevadores: 9
- Número de plantas: 30 pisos y 2 niveles subterráneos de estacionamiento.
- Rango (2011):
  - En Monterrey: 3º lugar
  - En el área metropolitana de Monterrey: 6º lugar
  - En México: 58.º lugar; con antena: 36º lugar